# Бранко Перовић
Бранко Перовић (Перовића Лука код Жабљака, 25. мај 1914 – Београд, 20. јун 1996) био је генерал-потпуковник ЈНА и учесник Народноослободилачке борбе.

## Биографија
Гимназију је учио у Колашину, Пљевљима, Подгорици и Никшићу. Као средњошколац опредијелио се за револуционарни рад. Био је студент Правног факултета, члан СКОЈ постао је 1935. године, а члан КПЈ 1938. године. Уписао је Школу резервних официра у Марибору, али је искључен због политичких разлога. Радио је на припреми јулског устанка 1941. године у свом крају, био је комесар батаљона у јулском устанку, затим замјеник комесара чете, затим комесар батаљона у Дурмиторском одреду. У бици на Пљевљима 1. децембра 1941. године учествовао је као командир чете. Крајем крајем фебруара 1942. године постављен је за команданта Источно-сињајевинског сектора, а од априла замјеник комесара 2. ударног батаљона Дурмиторског ореда. Од 17. јуна 1942. године комесар је чете у 5. батаљону, па руководилац  политодела 1. 4. и 9. крајишке бригаде. Похађао је партијских курс, након чега је био пруководилац политодјела 10. и 39. дивизије, па партијски инструктор Централног комитета КПЈ 20. далматинске дивизије, затим начелник Персоналног одјељења Националног комитета ДФЈ и комесар 4. дивизије КНОЈ-а. Партијски курс при Централног комитета КПЈ завршио је 1943. године. Завршио је Вишу војну академију ЈНА. Након рата био је политички комесар дивизије, школског центра, начелник Политичког одјељења области, затим начелник Катедре војне историје Више војне академије и др. Унапријеђен у чин генерал-потпуковника. Активна служба у ЈНА престала му је 1972. године. Брат генерала Перовића био је Богдан који је био судија и комесар 16. војвођанске дивизије. Сахрањен је 21. јуна 1996. на Новом гробљу у Београду.

## Одликовања
- Партизанска споменица 1941.
- Орден ратне заставе,
- Орден братства и јединства са златним вијенцем,
- Орден партизанске звезде са сребрним вијенцем

и др.